# Euhemeros
Euhemeros (Euhḗmeros von Messana, altgriechisch Εὐήμερος ὁ Μεσσήνιος Euhḗmeros ho Messḗnios, latinisiert Euhemerus; * im 4. Jahrhundert v. Chr. in Messana auf Sizilien oder Chios, Tegea oder Messene auf der Peloponnes; † im 3. Jahrhundert v. Chr.) war ein antiker griechischer Philosoph, Schriftsteller und Mythograph.

## Leben
Über das Leben des Euhemeros sind kaum zuverlässige Angaben überliefert. Seiner eigenen Aussage zufolge war er ein Vertrauter (Philos) des makedonischen Königs Kassander, der von 317 bis 297 v. Chr. regierte und seit 305 v. Chr. den Königstitel trug. Darauf aufbauend wurde in der Forschung versucht, die Lebensdaten und sogar Details der Biographie des Euhemeros zu rekonstruieren – letztlich ist jedoch sogar unsicher, ob seine Behauptung überhaupt zutrifft. Daher lässt sich die Schaffenszeit lediglich aufgrund anderer Indizien sehr grob auf die Zeit um 300 v. Chr. festlegen.

## Werk
Euhemeros ist der Verfasser eines Werkes mit dem Titel Heilige Schrift (Ἱερὰ Ἀναγραφή Hierà Anagraphḗ), von dem Exzerpte bei Diodor sowie Zitate aus einer lateinischen Übersetzung von Quintus Ennius erhalten sind. Es handelt sich um einen philosophisch-utopischen Reiseroman über die im Auftrag Kassanders unternommene Fahrt zu der fiktiven Insel Panchaia im östlichen Meer, von deren idealem Staatswesen er eine realistisch anmutende Schilderung gibt, die auch mit Platons Beschreibung von Atlantis und Xenophons Erziehung des Kyros (Kyrupädie) verglichen wird. Im Zeustempel der Hauptstadt von Panchaia will er auf einer Stele die dem Werk den Titel gebende „heilige“ Inschrift gefunden haben, die als Grundgesetz des Staates von Panchaia die Taten der ersten Könige dieses Staates, nämlich der späteren Götter Uranos, Kronos und Zeus aufzeichnete und sie als Taten menschlicher Herrscher erwies, die wegen ihrer herausragenden Verdienste und kulturellen Neuerungen von den Nachgeborenen als Götter verehrt wurden oder sich wie Zeus schon zu Lebzeiten als Götter verehren ließen.

## Rezeption
Diese Vermenschlichung der Götter war vermutlich nicht als rationalistische Kritik am Mythos gemeint, sondern sollte den Herrscherkult seines königlichen Mäzens plausibilisieren und politischen Herrschern allgemein einen Anreiz zu einem für das Gemeinwesen vorteilhaften Bestreben um die Beförderung ihres Nachruhms geben. Von Zeitgenossen wie Kallimachos mit heftiger Kritik beantwortet, übte das Buch des Euhemeros auf die antike griechische Allegorese der olympischen Götter keinen großen Einfluss aus. Sein Ansatz wurde aber von Palaiphatos in dessen Werk Unglaubliche Geschichten zu einer allgemein rationalistischen Mythendeutung ausgebaut. Sie entfaltete ihre Wirkung dank Ennius und Cicero bei den Römern und besonders dann in der Apologetik der christlichen Kirchenväter, die dadurch die heidnischen Göttersagen als übertreibende Fabeln auf einen realistischen und historischen Kern zurückgestutzt fanden.
Der später als „Euhemerismus“ bezeichnete Ansatz, die Entstehung von Gottesvorstellungen auf mythische Überhöhung historischer Personen zurückzuführen, wurde im Mittelalter noch gelegentlich von Snorri Sturluson auf die nordgermanischen Götter übertragen. Er hat später in der Neuzeit seit der Religionskritik der Aufklärung zahlreiche Anhänger gefunden. Der Abbé Antoine Banier (1673–1741) verschaffte dieser Deutung in seiner dreibändigen Schrift La mythologie et les fables expliquées par l’histoire (1738–1740, engl. Übersetzung 1739–1740, ital. Übersetzung 1754–1764, deutsche Übersetzung von Johann Adolf Schlegel 1754–1766) große Popularität. Vertreter euhemeristischer Mythendeutung waren der Altphilologe Étienne Clavier (1762–1817), der Historiker Sainte-Croix (1746–1809), der Archäologe Désiré Raoul-Rochette (1789–1854) und der Philosoph Herbert Spencer, oder in jüngerer Zeit der Schriftsteller Robert von Ranke Graves. Auch den Ansatz neuzeitlicher Bibelforschung und Bibelkritik seit Johann Gottfried Eichhorn (1752–1827), Heinrich Eberhard Gottlob Paulus (1761–1851) und dem Begründer der Leben-Jesu-Forschung David Friedrich Strauß (1808–1874), biblische Wundererzählungen auf natürliche Vorgänge zurückzuführen, hat man zuweilen per analogiam als euhemeristisch bezeichnet.

## Ausgaben
- Geyza Némethy: Euhemeri reliquiae. Kjadja a Magyar Tudományos Akadémia, Budapest 1889 (= Értekezések a nyelu-és széptudományok köréböl, A I, 14, 11)
- Giovanna Vallauri: Evemero di Messene: testimonianze e frammenti. Università di Torino, Turin 1956 (= Pubblicazioni della Facoltà di lettere e filosofia, vol. 8, fasc. 3)
- Marcus Winiarczyk: Euhemeri Messenii reliquiae. Teubner Verlag, Stuttgart 1991 (= Bibliotheca scriptorum Graecorum et Romanorum Teubneriana), ISBN 3-8154-1957-3
- Sébastien Montanari, Bernard Pouderon: Évhémère de Méssène, Inscription sacrée. Introduction, texte grec, traduction et commentaire. Les Belles Lettres, Paris 2022. – Rezension von Jerker Blomqvist, Bryn Mawr Classical Review 2023.06.03